# Agassiziella bambesensis
Agassiziella bambesensis là một loài bướm đêm trong họ Crambidae.